# Chaire à prêcher de l'église Saint-Jean-du-Baly
La chaire à prêcher de l'église Saint-Jean-du-Baly à Lannion, une commune du département des Côtes-d'Armor dans la région Bretagne en France, est une chaire datant du XVIIe siècle. Elle est classée monument historique au titre d'objet depuis le 5 août 1907.
La chaire est en bois de chêne. Les figures du rebord de la cuve représentent les évangélistes, identifiables à leurs attributs traditionnels : un homme pour saint Matthieu, un lion pour saint Marc, un bœuf pour saint Luc et un aigle pour saint Jean. 